# 火星叔叔马丁
《火星叔叔马丁》（英語：My Favorite Martian）是一部摄制于1960年代的美国电视剧。
主要讲述一架来自火星的飞船在洛杉矶坠毁，恰逢洛杉矶太阳报的年轻记者Tim O'Hara经过。Tim救了飞船的飞行员，并把他带回了家，人前则称其为“马丁叔叔”。马丁叔叔有很多特异功能，比如头顶上有两条可以伸缩的金属天线，可以瞬时移动和看透别人的思想，还能跟动物交流。马丁叔叔还制造了时间机器。